# Talosa
La talosa és un monosacàrid de sis carbonis amb un grup aldehid per tant és una aldosa i una aldohexosa.
És un monosacàrid artificial, soluble en aigua i lleugerament soluble en metanol. Sembla que el seu nom prové del nom d'un autòmat de la mitologia grega anomenat Talos. La talosa és un epímer en el carboni 2 de la galactosa.